# Richard Lugner
Richard Lugner (Vienna, 11 ottobre 1932 – Vienna, 12 agosto 2024) è stato un imprenditore, politico e personaggio televisivo austriaco.

## Biografia
Imprenditore edile, divenne noto nel 1978 per aver fatto costruire la prima moschea nel suo Paese, a Vienna. 
Eccentrico e amante della vita mondana, dal 1992 fu l'animatore del Ballo dell'Opera di Vienna, invitando ogni anno una celebrità, quasi sempre di sesso femminile (in alcune edizioni furono più di uno i prescelti): di qui il soprannome "Mr. Opernball" e tutta una serie di apparizioni televisive. Suscitò grande scandalo nel 2011, quando scelse Ruby Rubacuori (insieme a Larry Hagman e Zachi Noy).
Si candidò alla presidenza dell'Austria per quattro volte, senza essere iscritto ad alcun partito. Nel 2016, al suo ultimo tentativo, durante la campagna elettorale presentò una canzone rap da lui incisa per l'occasione.
Richard Lugner morì a Vienna il 12 agosto 2024 all'età di 91 anni.

## Vita privata
Si sposò sei volte ed ebbe quattro figli. Il matrimonio di Lugner con l'ultima moglie, la quarantaduenne Simone Reiländer, avvenne due mesi prima della morte dell'imprenditore.

## Le celebrità invitate da Richard Lugner al Ballo di Vienna
- 1992: Harry Belafonte
- 1993: Joan Collins
- 1994: Ivana Trump
- 1995: Sophia Loren
- 1996: Grace Jones
- 1997: Sarah Ferguson
- 1998: Raquel Welch
- 1999: Faye Dunaway
- 2000: Jacqueline Bisset, Nadja Abd el Farrag
- 2001: Farrah Fawcett
- 2002: Claudia Cardinale
- 2003: Pamela Anderson
- 2004: Andie MacDowell
- 2005: Geri Halliwell
- 2006: Carmen Electra
- 2007: Paris Hilton
- 2008: Dita Von Teese
- 2009: Nicollette Sheridan
- 2010: Dieter Bohlen
- 2011: Ruby Rubacuori, Larry Hagman, Zachi Noy
- 2012: Brigitte Nielsen, Roger Moore
- 2013: Mira Sorvino, Gina Lollobrigida
- 2014: Kim Kardashian, Kris Jenner
- 2015: Elisabetta Canalis
- 2016: Brooke Shields
- 2017: Goldie Hawn
- 2018: Melanie Griffith
- 2019: Elle Macpherson
- 2020: Ornella Muti
- 2023: Jane Fonda
- 2024: Priscilla Presley

## Omaggi
- Nel 2019 venne posta in esposizione una statua di cera con le sue fattezze presso il Madame Tussauds.